# Tortella xanthocarpa
Tortella xanthocarpa là một loài Rêu trong họ Pottiaceae. Loài này được (Schimp. ex Müll. Hal.) Broth. miêu tả khoa học đầu tiên năm 1902.